# Paul Stade
Paul Gustav Adolf Stade (* 31. Juli 1854 in Breslau; † 30. November 1931 in Sondershausen) war deutscher Maler und Zeichenlehrer.

## Leben

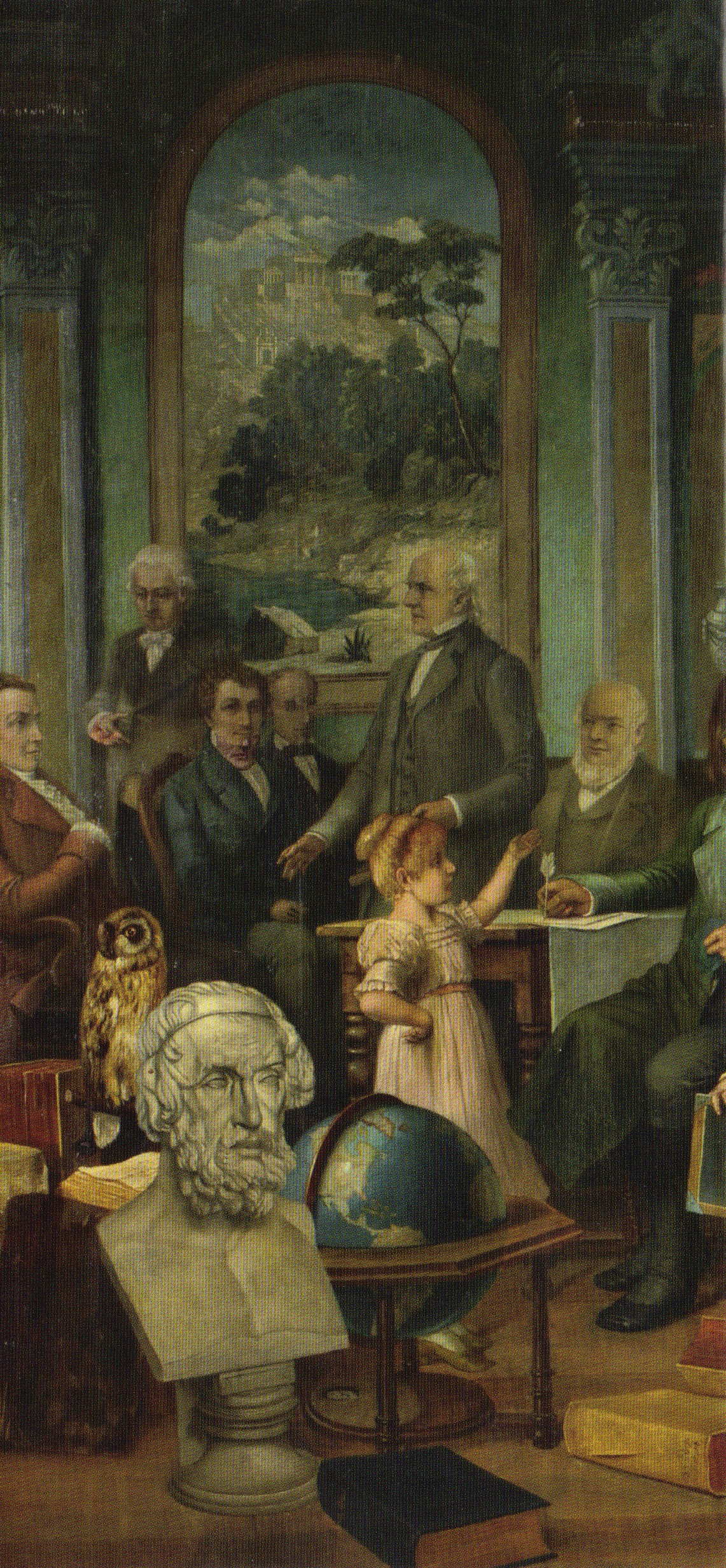
Ausschnitt vom Monumentalgemälde

### Kindheit und Ausbildung
Paul Stade besuchte die Kunstschulen in Breslau und Weimar. In Königsberg bestand er einige Zeit darauf die Prüfung als Zeichenlehrer.

### Wirken in Sondershausen
Im Jahr 1879 erhielt Stade eine Anstellung als Zeichenlehrer an den Sondershäuser Staatsschulen. Ab 1883 wurde er zum Zeichenlehrer am Fürstlichen Landesseminar zu Sondershausen erhoben. Fünf Jahre später ernannte man ihn zum Oberlehrer.
Zwischen 1895 und 1897 erklärte sich Stade zum Mentor von Ferdinand Menge (1876–1962) und gab ihm in dieser Zeit Privatunterricht.
Zum 50. Gründungsjubiläum des Fürstlichen Landesseminars in Sondershausen plante er 1894 ein Gemäldeprojekt, das er erst 1897 vollendete (s. u.).
Im Jahr 1905 wurde Stade zum Professor ernannt; 1918 trat er in den Ruhestand.
Bei der Landtagswahl und den Gemeinderatswahlen 1919 ließ sich Stade erfolglos als Kandidat für die Deutschnationale Volkspartei aufstellen.
Paul Stade wurde auf dem Sondershäuser Hauptfriedhof beigesetzt. Die Grabstelle existiert noch heute.

## Familie
Paul Stade heiratete 1880 seine erste Frau Amalie Emilie Wischnewski (1854–1918). Mit ihr hatte er folgende Kinder:
- Paul Julius Max (* 1884; 1915 gefallen)
- Eva Emma Henriette (1890–1953)
- Bruno (1893–1962)

Nach dem Tod seiner ersten Gattin nahm Stade 1919 Louise Roscher zu seiner Frau (1877–1932).

## Werk

### Monumentalgemälde für das Sondershäuser Landesseminar
Im Jahr 1897 vollendete Stade sein berühmtes, fast 12 m² großes Monumentalgemälde (bekannt auch unter dem Namen „Pädagogengemälde“), welches bis zur Auflösung des Lehrerseminars 1927 in der Seminaraula hing. Danach brachte man es in die Aula des Lyzeums, der heutigen Käthe-Kollwitz-Schule Sondershausen, bis es später entfernt und unsachgemäß gelagert wurde. Zunächst wurde es im Schlossmuseum Sondershausen aufbewahrt, zwischen 2008 und 2010 schließlich aufwändig restauriert, 2010 in einer Sonderausstellung im Schloss gezeigt und kehrte dann am 18. September desselben Jahres in die Aula der Käthe-Kollwitz-Schule zurück.